# كأس مصر 2006–07
كأس مصر 2006–07 هي النسخة الخامسة والسابعون من كأس مصر. وتوج بها الأهلي على غريمه التقليدي الزمالك في نهائي تاريخي.

## النهائي
| الأهلي | 4–3   | الزمالك |
| ------ | ----- | ------- |
|        | تقرير |         |